# Fair Isle (Nouveau-Brunswick)
Cet article concerne la localité canadienne. Pour l'île écossaise, voir Fair Isle.
Fair Isle ou Fairisle est un village du comté de Northumberland, à l'est de la province canadienne du Nouveau-Brunswick. Le village a le statut de district de service local sous le nom légal de Fair Isle et fait partie de la municipalité d'Alnwick depuis 2023.

## Toponyme
L'origine du nom Fair Isle n'est pas connue. Le bureau de poste porta le nom Savoy de 1896 à sa fermeture en 1958.

## Géographie
Le village comprend les hameaux de Chemin-Breau, Fair Isle, Lauvergot, et Village-Robichaud.
Fair Isle est généralement considéré comme faisant partie de l'Acadie.

### Géologie
Le sous-sol de Fair Isle est composé principalement de roches sédimentaires du groupe de Pictou datant du Pennsylvanien (entre 300 et 311 millions d'années).

## Histoire
Fair Isle est situé dans le territoire historique des Micmacs, plus précisément dans le district de Sigenigteoag, qui comprend l'actuel côte Est du Nouveau-Brunswick, jusqu'à la baie de Fundy.
En 1825, le territoire est touché par les Grands feux de la Miramichi, qui dévastent entre 10 000 km2 et 20 000 km2 dans le centre et le nord-est de la province et tuent en tout plus de 280 personnes,.
Fair Isle est l'une des localités organisatrices du IVe Congrès mondial acadien, en 2009.

## Démographie
| 2011 | 2016 |
| ---- | ---- |
| 939  | 936  |

## Administration

### Comité consultatif
En tant que district de services locaux, Fair Isle est administré directement par le Ministère des Gouvernements locaux du Nouveau-Brunswick, secondé par un comité consultatif élu composé de cinq membres dont un président.
| Période                                  | Période | Identité       | Étiquette | Qualité |
| ---------------------------------------- | ------- | -------------- | --------- | ------- |
|                                          |         | Thomas Caissie |           |         |
|                                          |         |                |           |         |
| Les données manquantes sont à compléter. |         |                |           |         |

### Commission de services régionaux
Fair Isle fait partie de la Région 4, une commission de services régionaux (CSR) devant commencer officiellement ses activités le 1er janvier 2013. Contrairement aux municipalités, les DSL sont représentés au conseil par un nombre de représentants proportionnel à leur population et leur assiette fiscale. Ces représentants sont élus par les présidents des DSL mais sont nommés par le gouvernement s'il n'y a pas assez de présidents en fonction. Les services obligatoirement offerts par les CSR sont l'aménagement régional, l'aménagement local dans le cas des DSL, la gestion des déchets solides, la planification des mesures d'urgence ainsi que la collaboration en matière de services de police, la planification et le partage des coûts des infrastructures régionales de sport, de loisirs et de culture; d'autres services pourraient s'ajouter à cette liste.

### Représentation et tendances politiques
Nouveau-Brunswick: Fair Isle fait partie de la circonscription provinciale de Baie-de-Miramichi—Neguac, qui est représentée à l'Assemblée législative du Nouveau-Brunswick par Serge Robichaud, du Parti progressiste-conservateur. Il fut élu en 2010.
 Canada: Fair Isle fait partie de la circonscription électorale fédérale de Miramichi, qui est représentée à la Chambre des communes du Canada par Tilly O'Neill-Gordon, du Parti conservateur. Elle fut élue lors de la 40e élection fédérale, en 2008.

## Vivre à Fair Isle

### Éducation
Les élèves francophones doivent fréquenter une école de Néguac jusqu'en douzième année. La ville de Shippagan compte le CCNB-Péninsule acadienne et un campus de l'Université de Moncton.
Les anglophones bénéficient d'une école à Brantville accueillant les élèves de la maternelle à la huitième année. Ils doivent ensuite poursuivre leurs études à Miramichi. Les établissements d'enseignement supérieurs anglophones les plus proches sont à Fredericton ou Miramichi.
Il y a une bibliothèque publique à Tracadie-Sheila. Le bibliobus du Nord fait toutefois un arrêt à Fair Isle.

### Autres services publics
Le bureau de poste et le détachement de la Gendarmerie royale du Canada les plus proches sont situés à Néguac.
Les francophones bénéficient du quotidien L'Acadie nouvelle, publié à Caraquet, ainsi que de l'hebdomadaire L'Étoile, de Dieppe. Les anglophones bénéficient quant à eux du quotidien Telegraph-Journal, publié à Saint-Jean et de l'hebdomadaire Miramichi Leader, publié à Miramichi.

## Culture

### Personnalités
- Edgar Godin (1911-1985), cinquième évêque de Bathurst.